# Audio CD
Audio CD (англ. Compact Disc Digital Audio, Audio-CD, CD-DA) — стандарт формату аудіо компакт-дисків. Цей стандарт визначено у Червоній Книзі (англ. Red Book), однієї з серії Книг Веселки (названих так через їх кольори), що містить техничні специфікації для всіх CD форматів.
Перший комерційно доступний програвач аудіо компакт-дисків Sony CDP-101 був випущений у жовтні 1982 року в Японії. Формат отримав всесвітнє визнання в 1983—1984 роках, за ці два роки було продано більше одного мільйона програвачів компакт-дисків для відтворення 22,5 мільйона дисків.
Починаючи з 2000-х років компакт-диски дедалі більше витіснялися іншими формами цифрового зберігання та розповсюдження, в результаті чого до 2010 року кількість аудіо компакт-дисків, які продавалися в США, впала приблизно на 50 % від свого піка; однак вони залишалися одним з основних методів розповсюдження в музичній індустрії. У 2010-х роках доходи від цифрових музичних сервісів, таких як iTunes, Spotify і YouTube, вперше зрівнялися з доходами від продажу фізичних форматів. Відповідно до піврічного звіту RIAA за 2020 рік, доходи від продажу грамофонних платівок перевищили доходи від компакт-дисків вперше з 1980-х років.

## Опис
Компакт-диск дозволяє запис двох каналів (стерео). Музика розділена на доріжки, які можна переключати без перерви звучання. Якщо диск записаний у системі Track-At-Once, між доріжками з'явиться 3-секундна перерва, що можна оминути, якщо записати диск у системі Disc-At-Once.
Дані, записані на диску CD-Audio, кодуються у системі CIRC, яка слугує для корекції помилок, a потім у канальному кодуванні EFM.
CD-DA стандартно включає 74 хвилини запису, що може бути поділений максимально на 99 частин. При найбільшому допустимому звуженню рівчачку (1,497 мкм) тривалість запису можна збільшити до 79 хвилин і 40 секунд.
Диски CD-DA характеризуються досить високою якістю звуку, та відносною стійкістю до забруднень.
Стандарт використовується для цифрового запису звуку на компакт-диск, з PCM кодуванням з частотою дискретизації 44,1 кГц і розрядністю 16 біт.